# 구스 반 산트
구스 그린 반 산트 주니어(영어: Gus Green Van Sant Jr., 1952년 7월 24일 ~ )는 미국의 영화 감독이다. 어려서부터 예술을 좋아했으며, 1970년 로드 아일랜드 디자인 스쿨을 줄업했다. 1985년 첫 장편영화 Mala Noche를 찍었다. 레드 핫 칠리 페퍼스의 예술 감독으로도 일하기 시작했다. 핑크 마티니의 음반에서 노래를 부르기도 했다.

## 작품 목록
- 《말라 노체》 (1985)
- 《드러그스토어 카우보이》 (1989)
- 《아이다호》 (1991)
- 《카우걸 블루스》 (1993)
- 《투 다이 포》 (1995)
- 《굿 윌 헌팅》 (1997)
- 《싸이코》 (1998)
- 《파인딩 포레스터》 (2000)
- 《제리》 (2002)
- 《엘리펀트》 (2003)
- 《라스트 데이즈》 (2005)
- 《파라노이드 파크》 (2007)
- 《8》 (2008)
- 《밀크》 (2008)
- 《레스트리스》 (2011)
- 《프라미스드 랜드》 (2012)
- 《씨 오브 트리스》 (2015)
- 《돈 워리》 (2018)
- 《데드맨스 와이어》 (2025)